# Cesare Brambilla
Cesare Luigi Brambilla (Bernareggio, 3 maggio 1885 – Milano, 3 marzo 1954) è stato un ciclista su strada italiano.
Professionista dal 1905 al 1909, vinse una edizione del Giro di Lombardia.

## Carriera
Nel 1902, da dilettante, Brambilla vinse il campionato italiano di velocità. Passato professionista nel 1905 corse fino al 1909, trova la vittoria nel 1906, al Giro di Lombardia, in cui batté ciclisti del calibro di Carlo Galetti e Luigi Ganna.
Alcune fonti, tra cui il quotidiano L'Auto, riportano la sua partecipazione al Tour de France 1909, che si concluse con il ritiro. Tuttavia sembra fu Giuseppe Brambilla, suo compagno nella Atala-Dunlop, a parteciparvi.
Anche sulle date di nascita e morte le fonti sono discordanti e vengono segnalate come errate la nascita nel febbraio del 1882 a Milano e il decesso nel 1918.

## Palmarès
- 1906

Giro di Lombardia

## Piazzamenti

### Grandi Giri
- Tour de France

1909: ritirato (3ª tappa)

### Classiche monumento
- Giro di Lombardia

1906: vincitore